# Honda Juno
Il Juno era uno scooter prodotto dalla Honda. Ne furono realizzate, in tempi diversi, due versioni. La prima serie, la K, fu prodotta nel 1954, la seconda, la M, venne prodotta solo nel 1962. Malgrado lo scarso risultato commerciale, la sperimentazione sui materiali plastici perseguita sul Juno fu decisiva per il successivo sviluppo della Super Cub, il veicolo a motore più prodotto di ogni tempo.

## Serie K
Il Juno serie K era un veicolo volutamente complesso. Fu il primo scooter prodotto dalla Honda e si trovò a competere sul mercato con il Mitsubishi Silver Pigeon e con il Fuji Rabbit. Venne realizzato in tre sottoversioni: K, KA e KB.
Il veicolo era dotato di avviamento elettrico, protezione completa e parabrezza dotato di pannello antiriflesso che si ritraeva all'indietro. Le luci di segnalazione erano integrate con la carrozzeria. Quest'ultima era realizzata in fibra di vetro rinforzata, materiale utilizzato per la prima volta in Giappone.
Lo scooter però non si rivelò un successo commerciale e in 18 mesi ne furono prodotti solo 5.980. Kihachiro Kawashima, che si ritirò nel 1979 come vicepresidente della Honda, definì il Juno uno splendido fallimento. Infatti si rivelò costoso, il motore aveva la tendenza a surriscaldarsi e la carrozzeria si dimostrò più pesante di quanto ipotizzato. Quest'ultimo fatto rese lo scooter sottopotenziato e goffo. La nuova sospensione creò qualche problema e, infine, gli acquirenti non gradirono la disposizione del cambio di tipo motociclistico.
L'ultima versione prodotta del Juno si distingue per le prese d'aria posteriori allargate e per l'aggiunta di nuove prese d'aria sul parabrezza. La tecnologia sviluppata per il Juno serie K verrà però applicata alla produzione motociclistica successiva.

## Serie M
Il Juno serie M, prodotto nelle sottoversioni M80 e M85, rappresentò un approccio completamente differente. Venne eliminata la protezione della parte superiore al parabrezza e come motore venne scelto un bicilindrico piatto dotato di ventola di raffreddamento. Il motore non era coperto dalla carrozzeria ma restava visibile. Il telaio era del tipo monoscocca, più convenzionale, realizzata in acciaio.
Novità di questo mezzo era la trasmissione idraulico/meccanica tipo Badalini dalla quale verrà poi sviluppata la trasmissione Hondamatic.
In pratica sia l'M80 che l'M85 erano lo stesso mezzo, la differenza tra le due versioni era costituita dalla maggiore cilindrata dell'M85, versione introdotta a metà anno. La produzione del Juno fu interrotta alla fine del 1962 dopo che ne erano stati realizzati 5.880 esemplari.